# Lucerna (opera)
Lucerna je opera (podle autora hudební pohádka) (Op. 56) o čtyřech jednáních českého skladatele Vítězslava Nováka. Libreto napsal český spisovatel Hanuš Jelínek podle stejnojmenné populární hry Aloise Jiráska z roku 1905. Poprvé byla provedena dne 13. května 1923 v Národním divadle v Praze.

## Vznik díla
Ke kompozici své třetí opery Novák sáhl počátkem 20. let v období tvůrčí krize. Vznik Československé republiky jej zastihl v situaci, kdy byl sice uznávaným a veřejně oceňovaným skladatelem, jako spíše tradicionalistický pokračovatel Bedřicha Smetany a Antonína Dvořáka byl ale považován i ve srovnání se svými generačními souputníky Sukem, Foersterem, Ostrčilem a zejména Janáčkem v době prudkých změn ve společnosti i umění za umělce konzervativního až zastaralého. Lucernou se Novák pokusil prokázat oprávněnost své cesty.
Jako u předchozích dvou oper se rozhodl využít dobře známé a úspěšné divadelní hry, tentokrát nejznámějšího díla populárního Aloise Jiráska. Jiráskova Lucerna (1905) obsahovala v době svého vzniku politický kontext, ten však vyprchal a Nováka zaujala především jako pohádka: „Cítil jsem, jak ze hry Jiráskovi prýští všemi póry hudba – jen ji podchytit, aby se plně rozezvučela.“ Na kompozici myslel již od roku 1919, ale Alois Jirásek dlouho nechtěl udělit k opernímu zpracování svolení. Teprve roku 1921 je spisovatel vydal a text hry pak pro účely libreta zpracoval a zveršoval Hanuš Jelínek. Jelínek se snažil při zpracování zachovat co nejvíce charakteristickou dikci Jiráskova originálu, výsledek je však hodnocen různě: zatímco např. Ladislav Šíp se domnívá, že vzniklo libreto literárně obratné a poetické, podle Jana Trojana (přejímajícího názor Johna Tyrrella) Jelínek „zveršoval a zrýmoval předlohu do konvenčního až říkankovitého operního textu“.
Práce pokračovala zprvu rychle, pak ale Novák dostal oční chorobu a musel partituru diktovat svému žáku Františku Škvorovi, dirigentovi Národního divadla. Přesto mohla být nastudována již roku 1923.
Lucerna překvapila svým lyrismem. Obecenstvo ji přijalo příznivě jako „jemnou, utěšenou a vpravdě národní operu“, oslovovala je pohádková atmosféra, vlastenecký námět, známý a bohatý děj, charakteristické postavy a na Nováka nezvykle přímočará hudba s názvuky lidových melodií. Následně se z Novákových děl těšila zvláštní oblíbenosti. Novákovi však přinesla zklamání, očekával větší úspěch a navíc jej zklamala kritika, která dílo označovala za konzervativní, snad až „předsmetanovské“, a zčásti i příkře odsuzovala.
Novák Lucernu jednou revidoval, a to roku 1930 při příležitosti uvedení cyklu svých oper v Národním divadle. Klavírní výtah vydala Hudební matice roku 1923.

## Inscenační historie díla
Lucerna je Novákovou nejhranější operou. V pražském Národním divadle byla po první inscenaci roku 1923 nastudována znovu k novákovskému cyklu roku 1930 (20. 10. 1933 ji přenášel přímo Československý rozhlas), pak v letech 1940, 1945 a 1960, naposledy se zde hrála 18. dubna 1964. Národní divadlo v Brně ji uvedlo ihned po Praze ještě roku 1923, dále opět v letech 1939, 1946 a 1960. V Plzni se hrála v letech 1926 a 1944, v Olomouci v letech 1929, 1950, 1966 a 1991, v Ostravě v letech 1930, 1940 a 1951. Po druhé světové válce ji uvedla rovněž divadla v Opavě (1965) a Ústí nad Labem (1976). Dosud poslední inscenaci této opery připravilo Divadlo Josefa Kajetána Tyla v Plzni roku Plzeň 2004, derniéra se konala 31. března 2005.
Mimo české země byla Lucerna hrána ve Slovenském národním divadle v Bratislavě (1928 – s touto inscenací SND hostovalo o rok později i ve Vídni – a 1947) a ve slovinské Lublani (premiéra 8. 10. 1931). Pro případné německé uvedení přeložil libreto Max Brod.

## Osoby a první obsazení
| osoba                       | hlasový obor | premiéra (13.5.1923) |
| --------------------------- | ------------ | -------------------- |
| Mladá kněžna                | soprán       | Marja Bogucká        |
| Dvořan                      | baryton      | Jan Fifka            |
| Vrchní                      | bas          | Emil Pollert         |
| Mlynář                      | baryton      | Štěpán Chodounský    |
| Jeho bába                   | alt          | Věra Pivoňková       |
| Hanička                     | soprán       | Ema Miřiovská        |
| Zajíček, učitelský mládenec | tenor        | Miloslav Jeník       |
| Michal, vodník              | tenor        | Karel Hruška         |
| Ivan, vodník                | bas          | Jiří Huml            |
| Pan Franc                   | tenor        | Antonín Novotný      |
| Mušketýr                    | bas          | Luděk Mandaus        |
| Klásková                    | alt          | Marie Rejholcová     |
| Klásek, šumař               | mluvená role | Antonín Lebeda       |
| Zima, šumař                 | mluvená role | Josef Kramer         |
| Sejtko, šumař               | mluvená role | Václav Zatiranda     |
| Žán (Jean), komorník        | mluvená role | Hynek Lažanský       |
| Terezka, komorná            | mluvená role | Marie Crhovská       |
| Dirigent: Otakar Ostrčil    |              |                      |
| Režie: Vladimír Wuršer      |              |                      |
| Scéna: Čeněk Kvíčala        |              |                      |

## Děj opery

### 1. dějství
(Světnice mlýna) Mlynář zapisuje babiččino vyprávění o Sibylině proroctví o blanických rytířích (vyprávění babičky Hrozná že vojna se přivalí). Do mlýna přichází vrchnostenský mušketýr se vzkazem od panského správce: na panství poprvé přijíždí mladá paní kněžna a vrchní chce, aby ji mlynář v čele sedláků uvítal. Mlynář odmítá – není jí ničím povinován a rozhodně se nehodlá klanět vrchnosti, která jej chce v soudním sporu připravit o stará práva a nechat pokácet jeho starou lípu. Mušketýr ho alespoň vyzývá, aby k vítání vyslal Haničku, sirotka, kterého se kdysi mlynář ujal, ale který – jako všichni sirotci na panství – náleží pod ochranu vrchnosti. Ale i to mlynář odmítá, a když se mušketýr zmíní o lucerně, vyhodí jej.
Hanička si zpívá za doprovodu houslí učitelského pomocníka Zajíčka (píseň Když ponejprv ťali, dřevo zavzdychalo). Zajíček smutní: rád by si vzal milovanou Dorničku, ale bez stálého učitelského místa a se dvěma školami na starosti na to nemůže pomyslet (vyprávění Být učitelským mládencem). Proto chce nové kněžně spolu s kamarády Sejtkem, Kláskem a Zimou zahrát novou kasací a podat supliku (píseň–suplika Pomni jenom, že jsem kvočna tvoje). Marné jsou výzvy Haničky a mlynáře, aby před vrchností hřbet neohýbal; co dělat, když je chudý? Hanička odnáší na půdu bylinky a černobýl proti hastrmanovi.
Do mlýna vtrhne Klásková hledající svého manžela. Prý šel do mlýna, ale bral s sebou klarinet a jistě vyrazil na zálety, to jí pověděly karty (zpěv Ó, to mužské pokolení!) Když slyší o hastrmanovi líčícím na Haničku, jde si to s ním rázně vyřídit.
Hanička snesla z půdy lucernu. Vypráví babičce, jak ji má ráda, připomíná jí zakletý skleněný zámek. Ale babičce se svítilna oškliví, protože je symbolem jediné poddanské povinnosti váznoucí na mlýně: mlynář nemusí platit ani robotovat, ale kdykoli si vrchnost usmyslí, musí ji s lucernou doprovodit k zámečku v lese (scéna Tady je, naše Hanička a babiččino vyprávění Vina ne, ale ta lucerna zlé věci připomíná).
Klásek se zastavuje a hledá Zajíčka. Když mu Hanička vypráví, že ho hledala jeho rozzlobená žena, Klásek to popírá: ta a hněvat se? Vždyť jsou spolu jako dvě hrdličky! Klásková se vrací a hned na něj zhurta spustí. Přeruší je návštěva vrchního, který opakuje příkaz tlumočený mušketýrem a tvrdí, že vrchnost má právo na sirotka i na lípu. Mlynář je opět odmítá. Vrchní s hrozbami odchází (dialog Povídal mušketýr, mlynáři, že prý se zpupně chová); Kláskovi se mezitím podařilo vytratit. Babička má ze zlosti vrchního strach, ale mlynář ani Hanička se nebojí. Do okna nakoukne vodník Michal vzdychající po Haničce, ale mlynář jej lýkovým provazem zažene. Haničku, svou mateřídoušku, nedá ani zelenému panáčkovi, ani pánům ze dvora.

### 2. dějství
(Před mlýnem) Vodník Michal věší pentličky na rákosí, aby na ně nalákal Haničku. Mlýnským náhonem prochází starý vodník Ivan, kterému je zamilované bláznovství mladšího Michala k smíchu. Sám se stěhuje z rybníka pod městečkem, který se bude vysoušet, do jezírka u lesního zámečku, kde bude žít o samotě a v klidu, pryč od lidských tvorů (zpěv Nenávidím lidskou havěť… V osamělé lesní tůni).
Z mlýna vychází Hanička, hledá mlynáře. Muzikanti – Zajíček, Zima, Klásek a Sejtko – byli při vítání odbyti, ale zaslechli, že se paní kněžna chce vydat na zámeček, a hodlají jí svou kasací předvést tam. Vrchní přichází spolu s dvořanem z kněžnina doprovodu, aby znovu promluvil s mlynářem. Hrabě se dvoří Haničce, přičemž je překvapí kněžna. Slyšela o mlynářově odporu a přišla se na „rebelanta“ podívat; poklonkování a úlisná poddanost, se kterou se všude setkává, ji už omrzely (árie Aj, hleďme pana hraběte… Mne omrzelo kněžnou býti). Z úkrytu pozoruje, jak mlynář opět odpírá vydat lípu, jež od dávné doby chrání jeho domov, a sirotka Haničku by museli odvést přes jeho mrtvolu. V přímém hovoru jej ale kněžna žádá, aby ji s lucernou dovedl na zámeček, a tu musí mlynář poslechnout i přes Haniččiny zlé předtuchy a prosby.
Klásková pátrá po svém muži, kterého podezřívá z nevěry, a i ona se vydává za ním k zámečku. Michal se směje: u zámečku teď bude rušno, Ivan tam užije málo vytouženého klidu (zpěv Chechecheche, Ivan chtěl mít klid). Za mlynářem do lesa vyběhne i Hanička a Michal ji hbitě následuje.

### 3. dějství
(Lesní palouk pod starou lípou) Je noc. U lípy se sešli muzikanti, ale než stačí nacvičit kasací, rozežene je zjevení lesních panen a hejkala. Ke stromu se pak blíží mlynář s kněžnou. Ta je krásou místa i mlynářovým vyprávěním o „staré slávě a úpadku, staletém ponížení“ okouzlena (zpěv Oh! Jaký čarovný to kout). Láká ji mužný zjev jejího průvodce a chtěla by této chvíle využít ke sblížení, ale romantickou náladu jim zkazí suplika, kterou najde mlynář pod lípou, a když zaslechnou zvuk nástrojů, jehož pomocí se muzikanti navzájem hledají, pokračují raději v cestě.
K lípě dorazil i vodník Michal, čekající zde na Haničku (zpěv Neste mne polem a neste mne dolem). Pan Franc a mušketýr přicházejí obhlédnout lípu, protože vrchní hodlá mlynářovy nepřítomnosti rychle využít, ještě dnes večer strom porazit a odvést Haničku do panského dvora. Michal je ale vyleká a zažene. Zato Klásková, stále hledající manžela, vodníka rychle zkrotí. Donutí ho prozradit, co se doslechl, a pak ji Michal musí odvést za mlynářem, aby ho mohla varovat.
(Proměna – Terasa před zámečkem) Ivan v zámeckém rybníku opěvuje svou samotu (zpěv Hluboké ticho nad lesy), ale brzy jej z něho vyruší komorník Žán a panská Tereza, kteří připravují kněžninu návštěvu. Vyprávějí si strašidelné příhody, a pro Ivana proto není obtížné je ve tmě vystrašit.
Mlynář přivádí kněžnu, jež je omámena kouzlem nočního lesa (zpěv Všechno tak, jak jsem si myslila… Čarovná, vlahá lesní noc). Láká mlynáře, aby s ní odešel do města: v jejích službách by mohl nejlépe pomoci svému lidu. Mlynář již téměř podléhá, ale v tom přibíhá Klásková a vypráví mu o nebezpečí, které Haničce i lípě hrozí. Mlynář kněžně ostře vyčte, že jej oklamala (zpěv Slyšíte, jasná paní?), a odbíhá s Kláskovou.
Terasa před zámečkem opět osamí. Jen ztrápený Michal si u Ivana vyprosí, aby jej nechal ve svém rybníku alespoň dnes přenocovat (dvojzpěv Ivane, je pryč ta dračice?).

### 4. dějství
(Lesní palouk pod starou lípou) U lípy se potkávají Hanička a Zajíček hledající svou supliku. V nočním lese zpívají a tancují víly (sbor Po mezi, po stráni, u ohně pastevců a balet). Když se přibližují drábi a Hanička již nemá kam utéci, lípa se náhle rozevře a dívka na pokyn lesních víl vstupuje do jejího kmene. Hned jsou tu vrchní s dráby a chtějí Zajíčka slibem učitelského místa a pak i hrozbami přimět, aby jim prozradil, kam se Hanička poděla, ale ten odmítá a brání lípu před jejich sekerami. Nezůstává sám, vzápětí přibíhají mlynář, Klásková a ostatní šumaři. Když se mlynář na dráby rozmáchne sekyrou, lípa se náhle rozzáří a vystoupí z ní Hanička. Vrchní a drábové před těmito čarami utíkají, mlynář bere svou milovanou do náručí a omlouvá se jí za chvilkové zaváhání. Zázrak viděla i kněžna. Na důkaz, že o chystaném bezpráví nevěděla, rozbíjí lucernu a ruší mlynářovo poddanství (zpěv Chápu již, jaké tajemství v té staré lípě je skryto). I Zajíček dostává své učitelské místo v městečku. Zatímco kněžna se vrací „do zámku, do svojí zlaté nudy“, mlynář žehná své nevěstě a lípě (závěrečný zpěv A ty, má dobrá žena… A ty, má lípo prastará).

## Nahrávky
Československý rozhlas pořídil dvě nahrávky Lucerny, z nichž jednu vydal Supraphon na CD.
- 1960 (rekonstrukce 2008). Zpívají (mladá kněžna) Maria Tauberová, (dvořan) Rudolf Jedlička, (vrchní) Karel Berman, (mlynář) Václav Bednář, (babička) Věra Krilová, (Hanička) Vlasta Mlejnková, (Zajíček) Antonín Zlesák, (Michal) Antonín Votava, (Ivan) Jaroslav Veverka, (pan Franc) Rudolf Vonásek, (Klásková) Ludmila Hanzalíková, (čtyři hejkalky) Růžena Stodolová, Ludmila Železná, Milada Zeithamerov, Melánie Binnerová, (Klásek) Stanislav Neumann, (Zima) František Filipovský, (Sejtko) Josef Bejvl, (Žán) František Roland, (Terezka) Alena Kreuzmannová. Pěvecký sbor a Symfonický orchestr Československého rozhlasu v Praze řídí Václav Jiráček.[15]
- 1984 (rekonstrukce 1998). Vydal Supraphon na LP 1986 (1116 4671-73 G), na CD 2002 (SU 3642-2 612). Zpívají (mladá kněžna) Eva Děpoltová, (dvořan) René Tuček, (vrchní) Karel Berman, (mlynář) Václav Zítek, (babička) Anna Barová, (Hanička) Jana Jonášová, (Zajíček) Vladimír Doležal, (Michal) Vopjtěch Kocián, (Ivan) Karel Petr, (pan Franc) Miroslav Kopp, (mušketýr) Dalibor Jedlička, (Klásková) Drahomíra Drobková, (Klásek) Josef Mixa, (Zima) Josef Kemr, (Sejtko) Bohuslav Čáp, (Žán) Josef Pehr, (Terezka) Luba Skořepová. Pěvecký sbor a Symfonický orchestr Československého rozhlasu v Praze řídí František Vajnar.[16]

Vedle toho vydal Supraphon na LP úryvky z opery. Zpívají Libuše Domanínská, Antonín Votava, Václav Bednář, Karel Hruška, Jaroslav Veverka, Maria Tauberová, Orchestr Smetanova divadla v Praze diriguje František Škvor.